# Gata Kamsky
Gata Kamsky (rus. Гатаулла Рустемович Сабиров, Гата Камский, tat. Ğata Kamskiy, Ğataulla Rөstəm uğlı Sabirov; Гата Камский, Гатаулла Рөстәм улы Сабиров ) (Novokuznjeck, Ukrajina, 2. lipnja 1974.), američki je šahovski velemajstor, koji je velemajstorski status stekao još dok je bio sovjetskim državljaninom. Rodio se u sovjetskoj republici Rusiji, u obitelji tatarskih roditelja. Prezime nije pravo, nego ime pod kojim su nastupali njegovi roditelji u tatarskom putujućem kazalištu. Pravo obiteljsko prezime je Sabirov.
1989. je godine iselio u SAD, u Baltimore te danas nastupa kao američki šahist.
Najviši rejting u karijeri mu je bio 2756 koji je dosegao rujna 2011. godine, po čemu je onda bio 10. igrač na svijetu na FIDA-inoj ljestvici. 